# Trollius altaicus
Trollius altaicus (C.A.Mey, 1831) è una pianta erbacea appartenente alla famiglia delle Ranunculaceae, originaria dell'Asia centrale.
Cresce in luoghi umidi, in particolare nelle valli, raggiunge i 70 cm di altezza con i fiori dal diametro di 3–5 cm con sepali arancioni.